# Uganda na Letnich Igrzyskach Olimpijskich 1964
Uganda na Letnich Igrzyskach Olimpijskich 1964 – występ kadry sportowców reprezentujących Ugandę na igrzyskach olimpijskich w Tokio. Reprezentacja liczyła 13 zawodników – 11 mężczyzn i 2 kobiety.
Był to trzeci występ reprezentacji Ugandy na letnich igrzyskach olimpijskich.

## Reprezentanci

### Boks
| Zawodnik            | Konkurencja     | 1/32             | 1/16             | 1/8              | Ćwierćfinał      | Półfinał         | Finał            | Finał   | Źródło |
| Zawodnik            | Konkurencja     | Przeciwnik Wynik | Przeciwnik Wynik | Przeciwnik Wynik | Przeciwnik Wynik | Przeciwnik Wynik | Przeciwnik Wynik | Miejsce | Źródło |
| ------------------- | --------------- | ---------------- | ---------------- | ---------------- | ---------------- | ---------------- | ---------------- | ------- | ------ |
| Alex Odhiambo       | waga lekka      | Chin Hong W RSC  | Serrano W 5-0    | Kajdi P 0-5      | NQ               | NQ               | NQ               | 9.      | [ 1 ]  |
| Ernest Mabwa        | waga półśrednia | —                | Frilot W 5-0     | Niculescu W 3-2  | Tamulis P 0-5    | NQ               | NQ               | 5.      | [ 2 ]  |
| Peter Paul Odhiambo | waga średnia    | —                | Marty W 5-0      | Hassan P 0-5     | NQ               | NQ               | NQ               | 9.      | [ 3 ]  |
| Henry Mugwanya      | waga półciężka  | —                | BYE              | Schlegel P 0-5   | NQ               | NQ               | NQ               | 9.      | [ 4 ]  |
| George Oywello      | waga ciężka     | —                | —                | Frazier P RSC    | NQ               | NQ               | NQ               | 9.      | [ 5 ]  |

### Lekkoatletyka
Mężczyźni
| Zawodnik                                            | Konkurencja                | Eliminacje | Eliminacje | Ćwierćfinał | Ćwierćfinał | Półfinał | Półfinał | Finał | Finał   | Źródło |
| Zawodnik                                            | Konkurencja                | Wynik      | Miejsce    | Wynik       | Miejsce     | Wynik    | Miejsce  | Wynik | Miejsce | Źródło |
| --------------------------------------------------- | -------------------------- | ---------- | ---------- | ----------- | ----------- | -------- | -------- | ----- | ------- | ------ |
| James Odongo                                        | bieg na 100 m              | 10,91      | 52.        | NQ          | NQ          | NQ       | NQ       | NQ    | NQ      | [ 6 ]  |
| Erasmus Amukun                                      | bieg na 200 m              | 21,55      | 31.        | NQ          | NQ          | NQ       | NQ       | NQ    | NQ      | [ 7 ]  |
| Aggrey Awori                                        | bieg na 200 m              | 21,94      | 42.        | NQ          | NQ          | NQ       | NQ       | NQ    | NQ      | [ 7 ]  |
| Aggrey Awori                                        | bieg na 110 m przez płotki | 14,68      | 20.        | —           | —           | NQ       | NQ       | NQ    | NQ      | [ 8 ]  |
| Virgil Okiring                                      | bieg na 110 m przez płotki | 15,5       | 36.        | —           | —           | NQ       | NQ       | NQ    | NQ      | [ 8 ]  |
| Amos Omolo                                          | bieg na 400 m              | 47,65      | 32.        | NQ          | NQ          | NQ       | NQ       | NQ    | NQ      | [ 9 ]  |
| Jorem Ochana                                        | bieg na 400 m przez płotki | 52,4       | 19.        | —           | —           | NQ       | NQ       | NQ    | NQ      | [ 10 ] |
| Aggrey Awori Erasmus Amukun James Odongo Amos Omolo | sztafeta 4 × 100 m         | 41,4       | 17.        | —           | —           | NQ       | NQ       | NQ    | NQ      | [ 11 ] |

Kobiety
| Zawodniczka   | Konkurencja               | Eliminacje | Eliminacje | Ćwierćfinał | Ćwierćfinał | Półfinał | Półfinał | Finał | Finał   | Źródło |
| Zawodniczka   | Konkurencja               | Wynik      | Miejsce    | Wynik       | Miejsce     | Wynik    | Miejsce  | Wynik | Miejsce | Źródło |
| ------------- | ------------------------- | ---------- | ---------- | ----------- | ----------- | -------- | -------- | ----- | ------- | ------ |
| Irene Muyanga | bieg na 100 m             | 12,05      | 27. Q      | 12,24       | 30.         | NQ       | NQ       | NQ    | NQ      | [ 12 ] |
| Irene Muyanga | bieg na 200 m             | 27,6       | 35.        | —           | —           | NQ       | NQ       | NQ    | NQ      | [ 13 ] |
| Mary Musani   | bieg na 80 m przez płotki | 12,9       | 26.        | —           | —           | NQ       | NQ       | NQ    | NQ      | [ 14 ] |